# Chrysopogon bicolor
Chrysopogon bicolor là một loài ruồi trong họ Asilidae. Chrysopogon bicolor được Clements miêu tả năm 1985. Loài này phân bố ở miền Australasia.